# Zambia en los Juegos Olímpicos de Atlanta 1996
Zambia estuvo representada en los Juegos Olímpicos de Atlanta 1996 por ocho deportistas, siete hombres y una mujer, que compitieron en dos deportes.
El portador de la bandera en la ceremonia de apertura fue el boxeador Davis Mwale.

## Medallistas
El equipo olímpico zambiano obtuvo las siguientes medallas:
| Nombre        | Deporte   | Competición    |
| ------------- | --------- | -------------- |
| Oro           |           |                |
| —             |           |                |
| Plata         |           |                |
| Samuel Matete | Atletismo | 400 m vallas M |
| Bronce        |           |                |
| —             |           |                |